# Конвэй, Уильям Джон
Уильям Джон Конвэй (ирл. William John Conway; 22 января 1913, Белфаст, Соединённое королевство Великобритании и Ирландии — 17 апреля 1977, Арма, Великобритания) — ирландский кардинал. Титулярный епископ Неве и вспомогательный епископ Армы с 31 мая 1958 по 9 сентября 1963. Архиепископ Армы с 9 сентября 1963 по 17 апреля 1977. Кардинал-священник с 22 февраля 1965, с титулом церкви Сан-Патрицио с 25 февраля 1965.